# ВИЧ/СПИД в Нигере
Уровень инфицирования ВИЧ/СПИДом в Нигере оценивается ниже 1%, что является низким показателем по сравнению с большей частью Африки и большей частью мира.

## Распространённость
По оценкам 2007 года, число ВИЧ-положительных нигерцев составило 60 000 человек, или 0,8% от общей численности населения, при этом за этот год умерло 4 000 человек. По оценкам Организации Объединённых Наций в 2008 году, были получены аналогичные цифры, в результате чего уровень инфицирования в Нигере был одним из самых низких на континенте.
По оценкам 2008 года, от 44 000 до 85 000 человек живут с ВИЧ в стране с населением около 14 миллионов человек, при этом показатель распространённости среди взрослого населения (в возрасте от 15 до 49 лет) составляет от 0,6% до 1,1%. Взрослые в возрасте 15 лет и старше, живущие с ВИЧ, оцениваются в диапазоне от 42 000 до 81 000, причём женщины этого возрастного диапазона составляют примерно треть (от 12 000 до 26 000). По оценкам, число детей (до 14 лет), живущих с ВИЧ, составляло от 2500 до 4200 человек. Общее количество смертей оценивалось от 3000 до 5600 в год. Число детей, ставшими сиротами в результате СПИДа (до 17 лет), оценивалось от 18 000 до 39 000 человек.
Правительство Нигера координирует просветительские кампании по вопросам сексуальной активности и использования презервативов для борьбы с ВИЧ-инфекцией. Использование презервативов остаётся низким по международным стандартам.

## Уязвимость для ВИЧ
Исследование 2001 года показало, что уязвимость для ВИЧ-инфекции потенциально высока среди исследуемой группы в столице страны, Ниамее. Инфекция через совместное использование личных вещей была наиболее распространённым вектором передачи ВИЧ, и респонденты отметили небольшую связь между ВИЧ и сексуальной активностью. Мужчины реже, чем женщины, считали использование презервативов профилактической мерой или учитывали то, что незащищённый секс является фактором риска заражения.
В то время как 97% знали, что такое презерватив, только 31% сообщили, что когда-либо использовали презерватив, 51% среди тех, кто идентифицировал себя как ведущие половую жизнь. Из опрошенных сексуально активных людей только 57% сообщили, что использовали презерватив во время последнего полового контакта. 60% опрошенных заявили, что ведут половую жизнь, и подавляющее большинство сообщили, что находятся в моногамных отношениях и считают риск заражения ВИЧ низким.